# バルテック
株式会社バルテック（英: BALTEC Co., Ltd.）は、日本のパチスロ機メーカー。ノヴィルホールディングス株式会社の子会社。
2010年、JPSと販売部門を統合したビージェイ販売を設立するとともに、筐体をJPS製のものに切り替えた。しかしJPSとの提携は2012年に解消、販売体制・筐体共に提携前の状態に戻っている。
同年、徳島県に本社のあるパチンコ店チェーン・ノヴィルが買収。同社社長の久岡征司が代表取締役社長に就任し、2013年に本社を大阪市から徳島市へ移転。

## 機種一覧

### 3号機以前
- 1985年 - サザンクロス（1号機）
- 1987年 - ザ・オーシャン（1.5号機）
- 1988年 - ジャンプ（2号機）
- 1989年 - タッチダウン（2号機）
- 1991年 - セブンボンバー（3号機）

### 4号機（主要機種）
- 1997年 - ドラムビートV、バブバブツインズ
- 1998年 - デメキング
- 1999年 - ブレージングスピリット（初の7ライン機）、ナイトフォックス
- 2000年 - インベーダー2000
- 2001年 - バブルボブルEX、マネーゲーム（電源を切るまで続く無限ATを搭載）、美麗
- 2002年 - ブラックエンジェルズ2
- 2003年 - ミナミの帝王
- 2004年 - 実戦パチスロオレ主義!!

### 5号機
| 機種名                                | 発売年月   | 備考                                |
| ------------------------------------- | ---------- | ----------------------------------- |
| 美麗II                                | 2006年1月  | 初の5号機                           |
| お庭deドン!                           | 2006年4月  |                                     |
| じゃりン子チエ                        | 2006年8月  |                                     |
| コミックワールド沖                    | 2006年12月 |                                     |
| 安田大サーカス                        | 2007年3月  |                                     |
| 氷川きよし劇場                        | 2007年7月  |                                     |
| セブンボンバーA                       | 2007年8月  |                                     |
| お天気お姉さん                        | 2008年4月  |                                     |
| ヘルズゲート                          | 2010年5月  | 本機よりJPS製筐体を使用             |
| お座敷の茶々                          | 2010年7月  |                                     |
| じゃりン子チエ〜雷蔵伝説〜            | 2011年1月  |                                     |
| バツ&テリー                           | 2011年10月 |                                     |
| 一騎当千XX                            | 2012年10月 |                                     |
| パチスロベン・トー〜半額弁当争奪戦!〜 | 2017年6月  | 5.5号機                             |
| パチスロロボットガールズZ             | 2017年8月  | 5.5号機                             |
| グレート69～TOMOLER～                 | 2018年6月  | 5.9号機、パールショップともえ専用機 |
| パチスロベン・トー〜狼たちの夜〜      | 2018年9月  | 5.9号機                             |

### 6号機以降
| 機種名               | 発売年月  | 備考                                |
| -------------------- | --------- | ----------------------------------- |
| スペリオーレ         | 2020年3月 | 台枠はJPS製                         |
| 沖ワニマル-25        | 2022年1月 |                                     |
| スペリオーレ         | 2020年3月 | 台枠はJPS製                         |
| ナナイロサンゴ       | 2022年3月 | ノヴィル専用機                      |
| アカジン-30          | 2022年4月 | 6.2号機、サンシャイングループ専用機 |
| パチスロ金のかぼちゃ | 2024年4月 | 6.5号機                             |